# Malaysia Basketball Association
Der Malaysische Basketballverband (MABA, englisch: Malaysia Basketball Association) ist der offizielle Basketball-Verband in Malaysia. Er hat seinen Sitz in Kuala Lumpur. 

## Geschichte und Aufgaben
Seit 1957 ist der Verband Mitglied der Fédération Internationale de Basketball (FIBA) und damit auch der FIBA Asien. Präsident des Verbandes ist zur Zeit Seri Lee Tian Hock. Der Verband ist für die Organisation, Leitung und Entwicklung des Basketballsports in Malaysia verantwortlich. Der Verband vertritt Basketball gegenüber Behörden sowie nationalen und internationalen Sportorganisationen. Zusätzlich verteidigt der Verband auch die moralischen und materiellen Interessen des malaysischen Basketballs. Der Verband organisiert die nationale Meisterschaft und ist für die Malaysische Basketballnationalmannschaft der Herren und die Malaysische Basketballnationalmannschaft der Damen verantwortlich.

## Fakten zum Verband
| Kriterium                   | Fakten       |
| --------------------------- | ------------ |
| Gründungsjahr des Verbandes | 1957         |
| Jahr des FIBA-Beitritts     | 1957         |
| Kontinentaler Verband       | FIBA Asien   |
| Sitz des Verbandes          | Kuala Lumpur |
| Sonstiges                   |              |
| Höchste Liga                |              |

## Liste von Präsidenten
| Name               | von | bis | Beleg |
| ------------------ | --- | --- | ----- |
| Seri Lee Tian Hock |     |     | [ 1 ] |
| Loke Yuen Yow      |     |     |       |

## Liste von Vizepräsidenten
| Name            | von | bis | Beleg |
| --------------- | --- | --- | ----- |
| Ooi Khoon Yeong |     |     | [ 1 ] |

## Liste von Generalsekretären
| Name           | von | bis | Beleg |
| -------------- | --- | --- | ----- |
| Tan Kee Hian   |     |     | [ 1 ] |
| Choo Hock Yeoh |     |     |       |